# Sofía Tartilán
Sofía Tartilán Rodríguez, de casada Sofía Tartilán de Escobar (Palencia, 19 de abril de 1829-Madrid, 2 de julio de 1888) fue una novelista, ensayista y periodista española. 

## Biografía
Nació en 1829, en Palencia, hija de Félix Tartilán, natural de Guaza de Campos, y de Vicenta Rodríguez, natural de Palencia pero oriunda de Benavente. Quinta de seis hermanas, creció en un ambiente familiar de medianos recursos económicos y debió de asistir a la Escuela de niñas de la Sociedad Económica de Amigos del País de Palencia, dirigida por Froilana Almirante. La familia Tartilán abandonó Palencia hacia 1845 y se trasladó probablemente a Valladolid. Ella se casó con Escobar y el matrimonio se instaló en Madrid a principios de 1851.
Sofía compuso cuadros de costumbres, libros novelescos y algunos de erudición; colaboró en la revista sevillana El Gran Mundo, y también fue redactora del periódico La Caza (1865-1868) y de la revista Ecos del Auseva, y colaboradora de El Mediodía de Málaga y Revista Contemporánea, así como directora de La Ilustración de la Mujer (1873-1876). Feminista militante, defendió siempre una mejor educación para su sexo pues para ella no era comprensible
La culpable indiferencia con que durante tantos siglos se viene mirando la educación de la mujer, parte integrante de las sociedades, de los pueblos y de las familias, que puede considerársela, no sólo como la mitad del género humano, sino como algo más, puesto que la madre forma al hijo y la esposa al esposo... (S. T., "La educación de la mujer", serie de artículos publicada en La Ilustración de la Mujer, 1873-1874).
Falleció en Madrid el 2 de julio de 1888, aunque otros piensan que fue en Tarancón (Cuenca). Su nombre aparecía como colaboradora habitual en gran parte de la prensa de nota de su época.
Su primera obra impresa fue la novela La lucha del corazón (Madrid: Imprenta a cargo de Juan Iniesta, 1874), a la que siguió el relato Caja de hierro (Madrid: Imprenta a cargo de Juan Iniesta, 1874), Historia de la crítica (Sevilla: Salvador Acuña y C.ª, 1875), La ofrenda de las hadas (Madrid, 1877) y Páginas para la educación popular (Madrid; Imprenta Enrique Vicente, 1877). Posteriormente recopiló algunas de sus narraciones breves (cuentos, leyendas y tradiciones) bajo el epígrafe de Costumbres populares. Colección de cuentos tomados del natural (Madrid: Establecimiento Tipográfico de M. Minuesa, 1880), seguramente su mayor éxito, si hay que juzgar por el número de reimpresiones de que gozó.

Para esta obra, Costumbres populares, pidió en 1881 un prólogo a Mesonero Romanos, que se lo negó en un claro rasgo de misoginia. Tartilán colocó la respuesta de Mesonero al principio de su obra, confiando en que el tiempo le daría la razón, como así fue.
Siempre he creído —escribió Mesonero— que la índole especial del talento femenino se aviene más con la expresión de los afectos del corazón y con las galas de la poesía, que con aquellos asuntos que requieren una aptitud especial de observación y de estudio, un profundo juicio crítico, gran conocimiento del mundo, y variada y extensa instrucción. 
Dio, igualmente, a la estampa las novelas extensas Borrascas del corazón (Madrid: Administración de la Biblioteca Económica Ilustrada, 1884) y La loca de las alas (1884), esta última no conservada. Colaboró además en dos volúmenes colectivos: Las españolas, americanas y lusitanas pintadas por sí mismas (Madrid; Imprenta de Miguel Guijarro, 1873) con los artículos "La niñera" y "La criada" y en El Pleito del Matrimonio (Madrid, 1879).

## Obras

### Narrativa
- La lucha del corazón (Madrid: Imprenta a cargo de Juan Iniesta, 1874)
- Caja de hierro (Madrid: Imprenta a cargo de Juan Iniesta, 1874)
- La ofrenda de las hadas (Madrid, 1877)
- Costumbres populares. Colección de cuentos tomados del natural (Madrid: Establecimiento Tipográfico de M. Minuesa, 1880), con un prólogo de Ramón de Mesonero Romanos; hay edición moderna por José Luis Sánchez (Madrid, Miraguano Ediciones, 2004).
- Borrascas del corazón (Madrid: Administración de la Biblioteca Económica Ilustrada, 1884)
- La loca de las alas (1884).

### Ensayo
- Historia de la crítica (Sevilla: Salvador Acuña y C.ª, 1875).
- Páginas para la educación popular (Madrid: Imprenta Enrique Vicente, 1877).[5]